# Musical

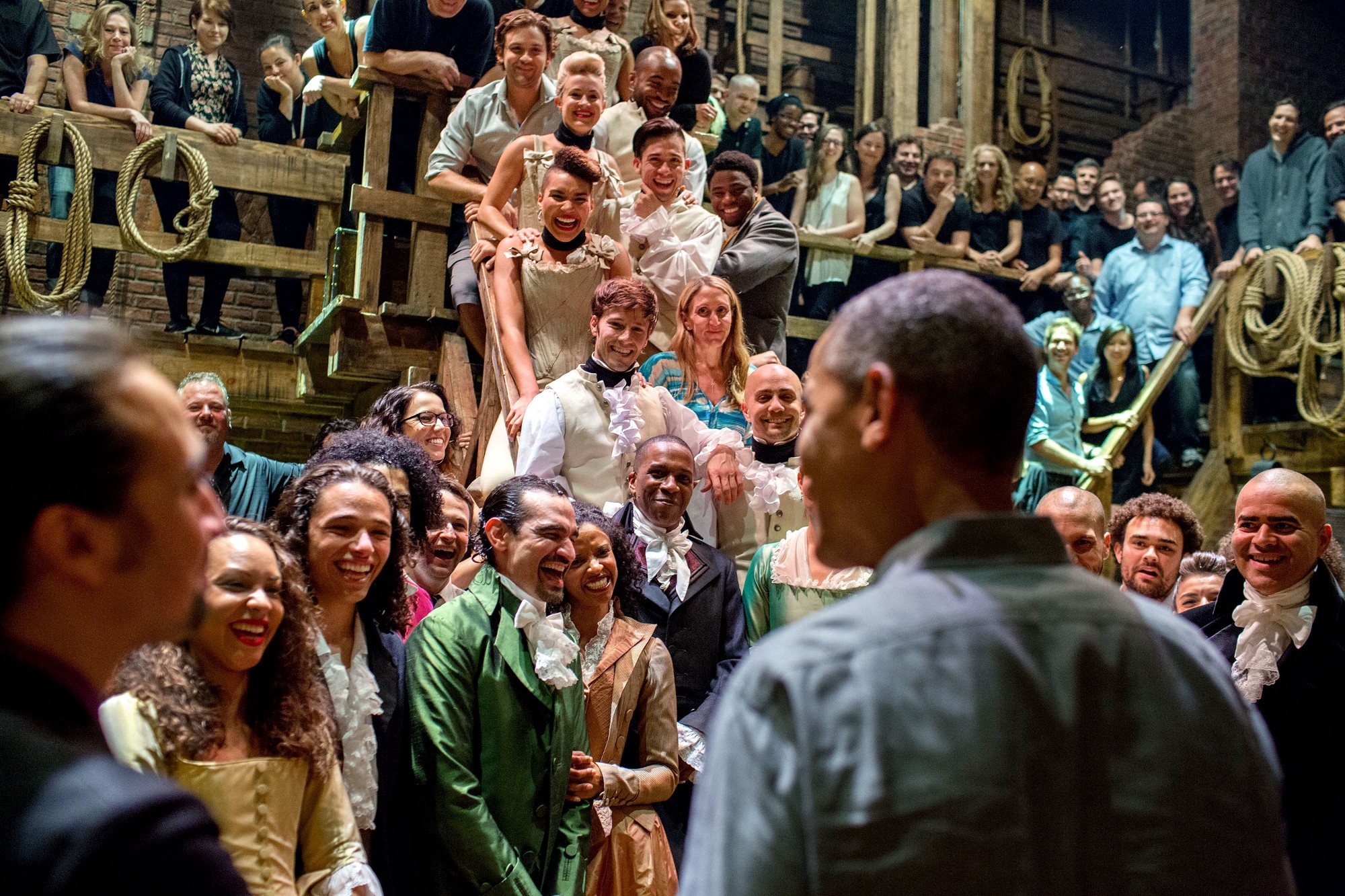
Elenco de Hamilton reuniéndose con el presidente Barack Obama.

Un musical es una forma de expresión de arte escénico en el que la acción se desenvuelve con secciones cantadas y generalmente, bailadas justo después de un diálogo no muy extenso. Es un género que combina la música, canciones, diálogo y baile, y que suele representarse en grandes escenarios, tal como los teatros de West End de Londres o Broadway, en Nueva York, principales sedes del teatro musical, seguidos de Argentina, Australia, Brasil, Canadá, España, Francia y México.

## Características
El musical remonta sus orígenes a varias fuentes teatrales del siglo XIX, incluida la opereta, la ópera cómica, la comedia musical, la pantomima, el minstrel show, el vodevil y el género burlesco.
Existen diversas variedades de musicales dependiendo de la manera en la que hayan sido escritas. Una de las formas más básicas (con la que se escribieron los primeros musicales) consiste en tomar canciones preexistentes y escribir una historia alrededor de ellas (denominado un musical "jukebox", haciendo alusión a las antiguas máquinas reproductoras de discos de vinilo, que compilaban canciones de diversos artistas para ser elegidas por el cliente a cambio de una moneda).
Sin embargo, para muchos esta forma de escribir se volvió un tanto limitada ya que, en muchas ocasiones, se añadían canciones por el simple hecho de ser populares. Esto quitaba profundidad a la obra, por lo que muchos tomaron las riendas y comenzaron a componer canciones originales para sus musicales. Esto permitió que las obras adquirieran tonos que nunca podrían haberse adquirido con canciones de radio y emociones mucho más fuertes. A partir de esto la comedia musical comenzó a nutrirse de la ópera, donde los diálogos de los personajes eran completamente cantados (un ejemplo de esto es [RENT], musical/ópera rock, escrito y compuesto por Jonathan Larson, donde los diálogos son cantados casi en la totalidad de la obra).
Sin embargo esto no quiere decir que esa sea la norma para escribir musicales. Otra forma, más común hoy en día, es una mixtura entre ambas formas: canciones originales, pero con segmentos en bloques, donde la estructura tiene forma de canción>escena>canción>escena. El orden puede variarse, pero en síntesis, los diálogos son recitados como en una obra teatral tradicional, pero en ciertos momentos, una canción comienza de imprevisto para ahondar más en los sentimientos de los personajes o para narrar un hecho (libre de diálogos).
Un ejemplo de esta forma es el musical Despertar de Primavera, adaptación de la obra teatral homónima.

## Historia
El musical es una producción en la que se integran en una trama emocional canciones y bailes, acompañamientos instrumentales e interludios y, a menudo, también danzas. Este género renació como se conoce hoy en día en la Europa del siglo XIX como una variante de la opereta, aunque en los diferentes países existía teatro musical con diferentes estilos: zarzuela, género chico y comedia musical en España, opera cómica y music hall en Inglaterra u operette en Francia. Mucho después, durante la primera mitad del siglo XX, se desarrolló en Estados Unidos, país donde ha registrado el máximo desarrollo.

### Orígenes

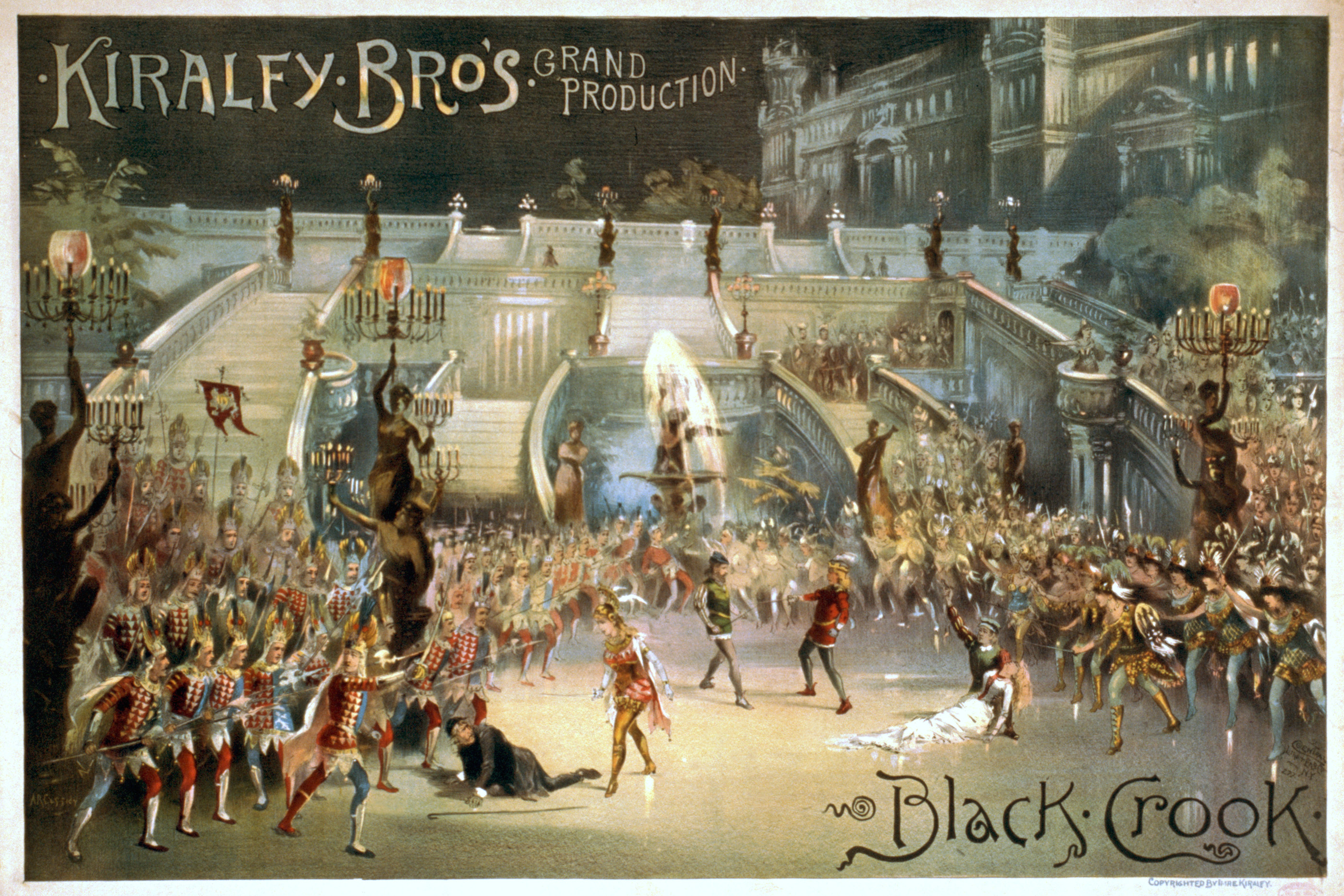
The Black Crook

Se puede decir que el musical nació el 12 de septiembre de 1866, el día en el que en Estados Unidos se pone en escena por primera vez una ópera (The Black Crook), que surge de la unión entre una compañía de danza y baile europea con una compañía de teatro. Esta colaboración surge del hecho de que la primera se encontraba sin un recinto donde actuar mientras que la segunda estaba montando una producción que resultaba ser mucho más cara de lo esperado. Superadas las dificultades económicas y de organización el 12 de septiembre se estrenaba la pieza en el Niblo's Garden de Nueva York.
Por tanto, el musical se desarrolla como una forma de teatro dirigido a las masas y para un público muy diverso. Su estructura y estilo permite que el espectador sea capaz de seguir el espectáculo como en un vodevil (teatro de variedades), dando como resultado una representación más simple y fácil de entender que la prosa tradicional.
La comedia musical nace en los Estados Unidos en un contexto histórico de fortísima inmigración con una población urbana compleja y de muy distintos orígenes étnicos y culturales, que a menudo ni siquiera hablan 'inglés; estos colectivos representan una vasta audiencia potencial para el musical, porque esta forma de entretenimiento es capaz de atraer con facilidad el interés del público con una historia que es claramente evidente en el desarrollo del espectáculo, sin necesidad de tener un profundo conocimiento del idioma, y que es al mismo tiempo visualmente atractiva.

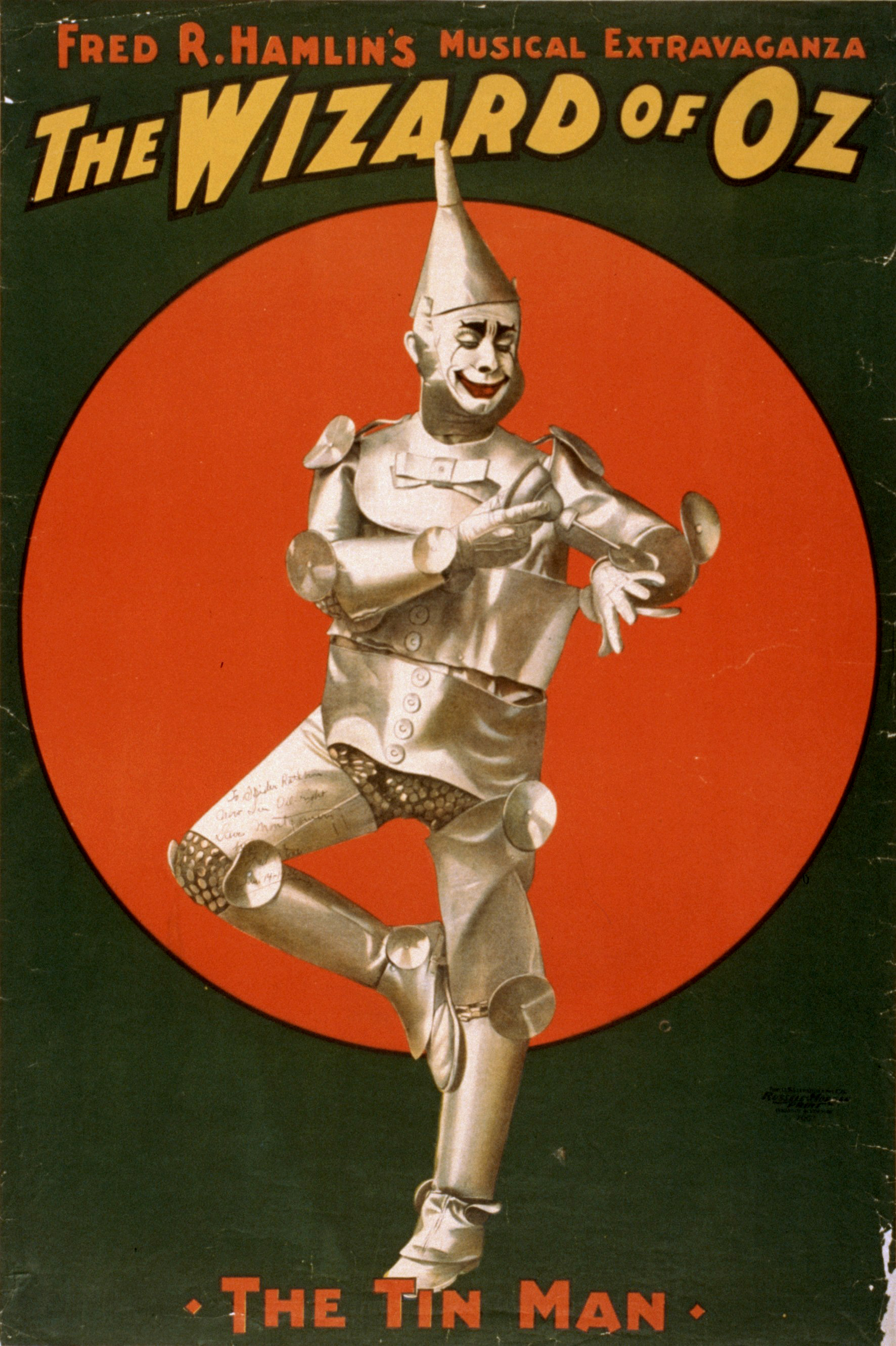
The Wizard of Oz

A partir de Nueva York (Broadway), la cultura del musical se va extendiendo por el resto del territorio estadounidense. Comienzan a estrenarse obras que pasarían a la historia de esta modalidad de espectáculo: Así, A Trip to Chinatown (1891), de Percy Gaunt;  Wang  de Woolson Morse; The Belle of New York (1897) de Gustave Kerker con Edna May o The Wizard of Oz (1902), de Paul Tietjens.
Por su parte, en Europa el centro del fenómeno de los musicales, se sitúa en la ciudad de Londres, donde en 1893 se estrenaba A Gaiety Girl de Sidney Jones y un año más tarde lo hacía The Shop Girl, de Ivan Caryll con Seymour Hicks y Ellaline Terriss, que llegó a alcanzar las 546 representaciones. En 1896 destaca The Geisha, de Sidney Jones, con 760 representaciones y  The Circus Girl, de Caryll. En años sucesivos, fueron destacables The French Maid (1897), de Walter Slaughter, con Herbert Standing; A Runaway Girl (1898), de Caryll; A Chinese Honeymoon, (1901), de Howard Talbot; The Girl from Kays (1903), de Caryll y Owen Hall, con Willie Edouin; The Catch of the Season (1904) de Herbert Haines y Evelyn Baker; The Arcadians (1909), de Monckton y Talbot; o Our Miss Gibbs de Caryll y Monckton, con Gladys Cooper.
A lo largo de la década de 1910, se afianzan estos espectáculos a ambos lados del Atlántico. Destacaron Adele (1913), de Adolf Philipp; Watch Your Step (1914) de Irving Berlin; Very Good Eddie (1915), de Jerome Kern, con Ernest Truex; Chu Chin Chow (1916), de Frederic Norton, con Lily Brayton y Oscar Asche, estrenado en el Her Majesty's Theatre, de Londres, que alcanzó las 2.238 representaciones y llegó a Broadway un año más tarde a Nueva York, donde fue interpretado por Tyrone Power, Sr., Henry E. Dixey y Tessa Kosta;  Theodore & Co (1916) de Ivor Novello y Kern con Leslie Henson;  Oh Boy!  (1917), de Kern, con Tom Powers, Edna May Oliver, Marion Davies y Justine Johnstone;  Maytime  (1917), de Romberg con Peggy Wood;  Going Up  (1917), de Louis Hirsch con Ed Begley; The Better 'Ole (1917), de Herman Darewski con Charles Coburn; Yes, Uncle! (1917), de Nat D. Ayer con Cyril Ritchard; o  Sinbad  (1918), de Romberg, con Al Jolson.

### Años 1920

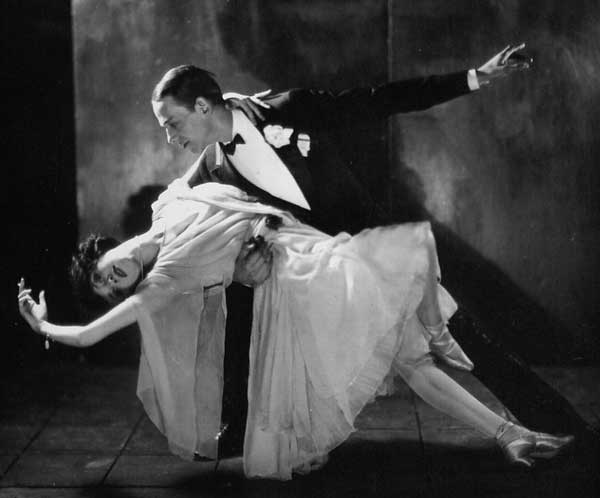
Fred y Adele Astaire

Los musicales de los años veinte, con influencias del vodevil, music hall y otros espectáculos ligeros, tendían a enfatizar los actores y actrices, coreografías espectaculares y canciones populares, a expensas de la trama. Típicas de la década fueron producciones ligeras como Sally; Lady Be Good; Sunny; No, No, Nanette; Oh, Kay! y Funny Face. Pese a que los libretos de estos espectáculos careciesen de consistencia, permitieron el lucimiento de estrellas como Marilyn Miller y Fred Astaire y generaron decenas de canciones populares que pasaron a la historia del musical, en composiciones de Jerome Kern, los hermanos Gershwin, Irving Berlin, Cole Porter, Vincent Youmans, y el equipo de Richard Rodgers y Lorenz Hart. A lo largo de la primera mitad del siglo XX, la música popular fue dominado por los compositores de teatro musical y letristas. Incluyen temas como Fascinating Rhythm, Tea for Two y Someone to Watch Over Me, populares a ambos lados del océano Atlántico.
Muchos de los espectáculos eran revistas o sucesiones de sketches y canciones con poca o ninguna conexión entre ellos. El más conocido de estos fue el Ziegfeld Follies anual, revistas espectaculares de canto y baile en Broadway con conjuntos extravagantes, trajes elaborados y hermosas coristas. Todo ello, además, provocó un encarecimiento de los costes. Shuffle Along, un espectáculo exclusivamente de afroamericanos fue todo un éxito en Broadway. En Londres, estrellas como Ivor Novello y Noël Coward ganaban popularidad. Mientras tanto, las operetas, que habían estado casi ausentes de la escena de habla inglesa desde la I Guerra Mundial, tuvieron un último estallido de popularidad; obras de compositores europeos continentales tuvieron éxito, como por ejemplo las de Sigmund Romberg y Rudolf Friml en Estados Unidos, incluyendo Rose-Marie (1924), The Student Prince (1926) o The New Moon (1928).
Más allá de los musicales comparativamente frívolos y las operetas sentimentales de la década, Show Boat, que se estrenó el 27 de diciembre de 1927 en el Teatro Ziegfeld de Nueva York, supuso un punto de inflexión al integrar plenamente música y libreto, narrando la historia a través de las canciones.

### Años 1930

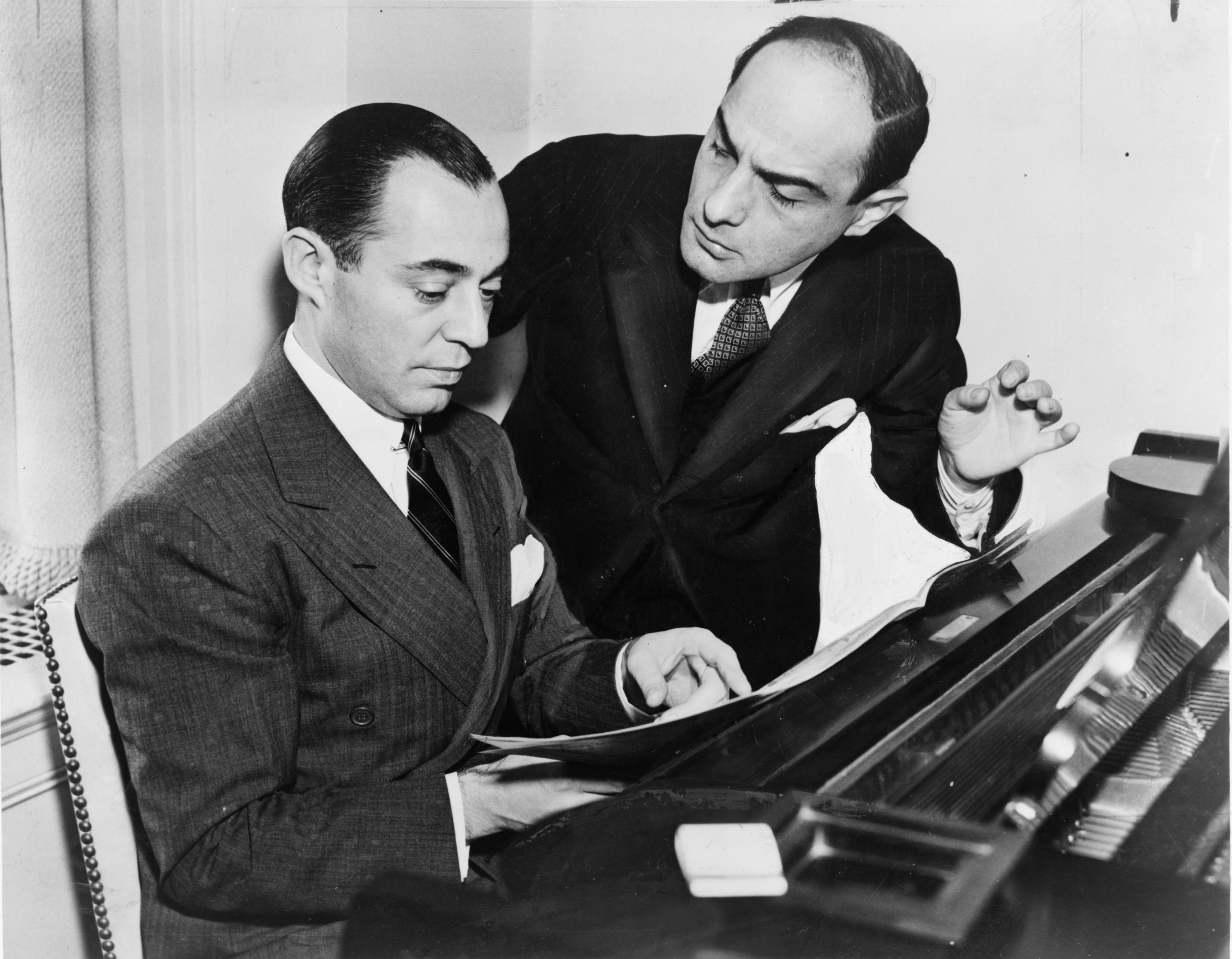
Lorenz Hart y Richard Rodgers

La Gran Depresión afectó el público teatral a ambos lados del Atlántico, ya que la gente tenía poco dinero para gastar en entretenimiento. Solo unos cuantos espectáculos superaron una permanencia en Broadway o en Londres de 500 representaciones durante la década.
Muchos espectáculos siguieron el estilo de canto y danza alegre de sus predecesores de los años 1920. La pareja de baile formada por Fred Astaire y su hermana Adele protagonizaban la revista The Band Wagon (1931), mientras que Anything Goes (1934), de Cole Porter consagraba a Ethel Merman como la reina de teatro musical, título que mantuvo durante muchos años. Escritores británicos, como Noël Coward e Ivor Novello continuaron estrenando musicales sentimentales de la antigua moda, como The Dancing Years. Del mismo modo, Rodgers & Hart regresaron de Hollywood para triunfar de nuevo en Broadway, en montajes como On Your Toes (1936), Babes In Arms (1937) y The Boys From Syracuse (1938). El récord de la década en permanencia en cartel lo ostenta Hellzapoppin (1938), una revista con participación del público, que alcanzó las 1404 representaciones.

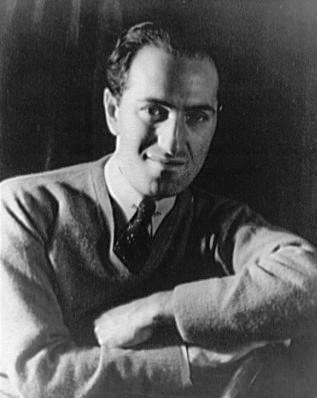
George Gershwin

Especial mención merece Of Thee I Sing (1931), una sátira política con música de George Gershwin y letra de Ira Gershwin y Morrie Ryskind, que fue el primer musical galardonado con el Premio Pulitzer. As Thousands Cheer (1933), una revista por Irving Berlin, en la que cada canción se basaba en un titular de periódico, fue el primer espectáculo de Broadway en el que una persona afrodescendiente, Ethel Waters, fue protagonista junto a actores blancos. Porgy and Bess (1935), de los hermanos Gershwin y DuBose Heyward, contó con un elenco totalmente afrodescendiente y mezclaba ópera, folk y modismos de jazz. Por su parte, The Cradle Will Rock (1937), con música y letra de Marc Blitzstein y dirección de Orson Welles, era una pieza a favor de los sindicatos con connotaciones altamente políticas que, a pesar de la controversia en torno a ella, se las arregló para mantenerse durante 108 representaciones. I'd Rather Be Right (1937), de Richard Rodgers y Lorenz Hart era una sátira política con George M. Cohan como el presidente Franklin D. Roosevelt.
A pesar de los problemas económicos de la década y la competencia del cine, el género musical sobrevivió. De hecho, el movimiento hacia la sátira política en Of Thee I Sing, I'd Rather Be Right y Knickerbocker Holiday, junto con la sofisticación musical de los musicales de Gershwin, Kern, Rodgers y Weill y la puesta en escena de ritmo rápido y estilo de diálogo naturalista creado por el director George Abbott, mostró que el teatro musical comenzaba a evolucionar más allá de los gags y coristas musicales de décadas anteriores y el romance sentimental del género de la opereta.

### Años 1940

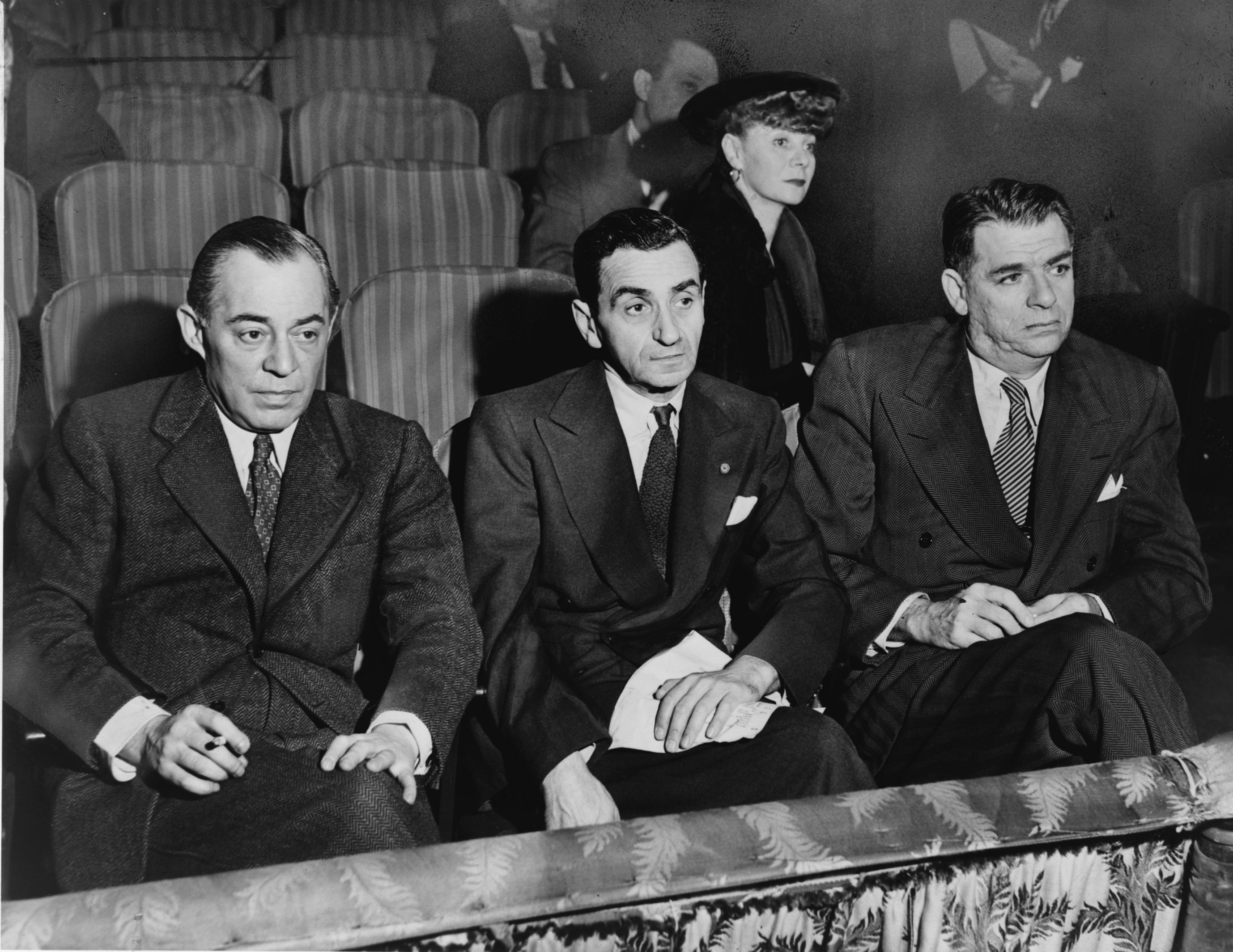
Richard Rodgers, Irving Berlin, Oscar Hammerstein II y Helen Tamiris

La década de 1940 se iniciaría con nuevos éxitos de Porter, Irving Berlin, Rodgers y Hart, Weill y Gershwin, algunos con permanencias en cartel de más de 500 representaciones.
Oklahoma! (1943), de Richard Rodgers y Oscar Hammerstein II supuso la culminación de la revolución artística iniciada con Show Boat, por la estrecha integración de todos los aspectos del teatro musical, con una trama coherente, canciones que respaldaban el argumento y coreografía de apoyo a la trama, desarrollando los personajes, en lugar de utilizar la danza como una excusa para un mero desfile de mujeres ligeras de ropa por todo el escenario. En el montaje, la coreoógrafa Agnes de Mille utiliza movimientos cotidianos para ayudar a los personajes a expresar sus ideas. Desafió las convenciones musicales levantando el telón del primer acto, no con un grupo de coristas, sino con una mujer batiendo la mantequilla, con una voz en off cantando las primeras líneas de Oh, What a Beautiful Mornin sin acompañamiento. La obra recibió críticas muy favorables, fue un éxito de taquilla y recibió un Premio Pulitzer. Oklahoma fue el primer gran espectáculo de masas de Broadway, permaneciendo en cartel durante 2.212 representaciones, y se convirtió en una película de éxito. Sigue siendo una de las más representadas de los proyectos del papa
. Para algunos autores se convirtió en un auténtico hito, y algunos historiadores comenzarían a identificar eras en la historia del teatro musical del siglo XX según su relación con Oklahoma!.

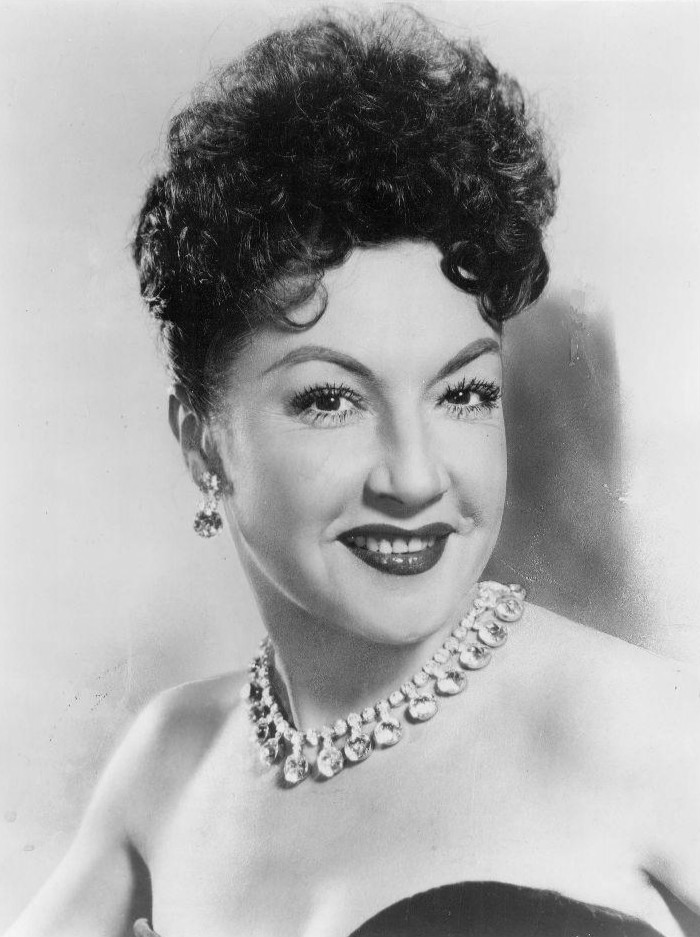
Ethel Merman

La colaboración entre Rodgers y Hammerstein dio lugar a una extraordinaria colección de algunos de los mejores y más perdurables clásicos del teatro musical, como Carousel (1945), South Pacific  (1949),  El rey y yo (1951), y  The Sound of Music  (1959). Algunos de estos musicales abordan cuestiones con mayor carga dramática que la mayoría de los espectáculos anteriores: El villano en Oklahoma! es un presunto asesino y psicópata; Carousel, trata sobre la violencia doméstica y el suicidio; South Pacific  explora el mestizaje y el héroe de El rey y yo muere en el escenario.
Tales cotas de creatividad estimularon a otros autores, dando lugar a la llamada Edad de Oro del musical en Estados Unidos. Como ejemplos pueden mencionarse On the Town (1944), con libreto de Betty Comden y Adolph Green, y música de Leonard Bernstein y coreografiado por Jerome Robbins. La historia está ambientada en tiempos de guerra y se refiere a tres marineros que están en un permiso en tierra de 24 horas en la ciudad de Nueva York, durante la cual cada uno de ellos se enamora. Annie Get Your Gun (1946, 1147 representaciones), de Irving Berlin basado en la figura real de Annie Oakley. Finian's Rainbow (1947, 725 representaciones), de Burton Lane, Yip Harburg y Fred Saidy, que es una sátira política combinada con fantasías irlandesas; y Kiss Me, Kate (1948, 1077 representaciones), de Cole Porter, basada en La fierecilla domada, de William Shakespeare

### Años 1950

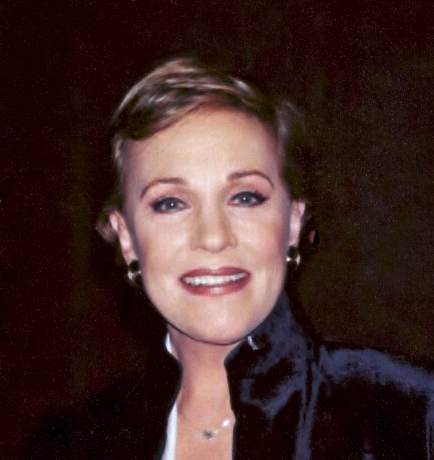
Julie Andrews

La década se inicia con el éxito de Guys and Dolls, (1950, 1200 representaciones), de Frank Loesser y Abe Burrows; por su parte, la Fiebre del oro de California centraba el argumento de Paint Your Wagon (1951) de Alan Jay Lerner y Frederick Loewe. Lerner y Loewe colaboraron de nuevo en My Fair Lady (1956), una adaptación de la obra de teatro Pigmalión, de George Bernard Shaw, protagonizada por Rex Harrison y Julie Andrews, que con 2717 representaciones mantuvo el récord de representaciones durante muchos años. Por su parte, The Boy Friend (1954) alcanzó las 2.078 en Londres.
Otro récord se estableció por La ópera de tres centavos , que se representó en 2707 ocasiones, convirtiéndose en el musical off-Broadway más longevo hasta Los Fantasticks. Esta producción también fue importante porque demostró que los musicales podían ser rentables fuera de Broadway en un pequeño formato de orquesta en pequeños locales. Esto se confirmó en 1959, cuando el reestreno de Leave It to Jane de Jerome Kern y P. G. Wodehouse se mantuvo durante más de dos años. La cartelera del Off-Broadway de la temporada 1959-1960 incluyó una docena de musicales y revistas, como Little Mary Sunshine, The Fantasticks  y  Ernest in Love, una adaptación musical de La importancia de llamarse Ernesto, de Oscar Wilde.

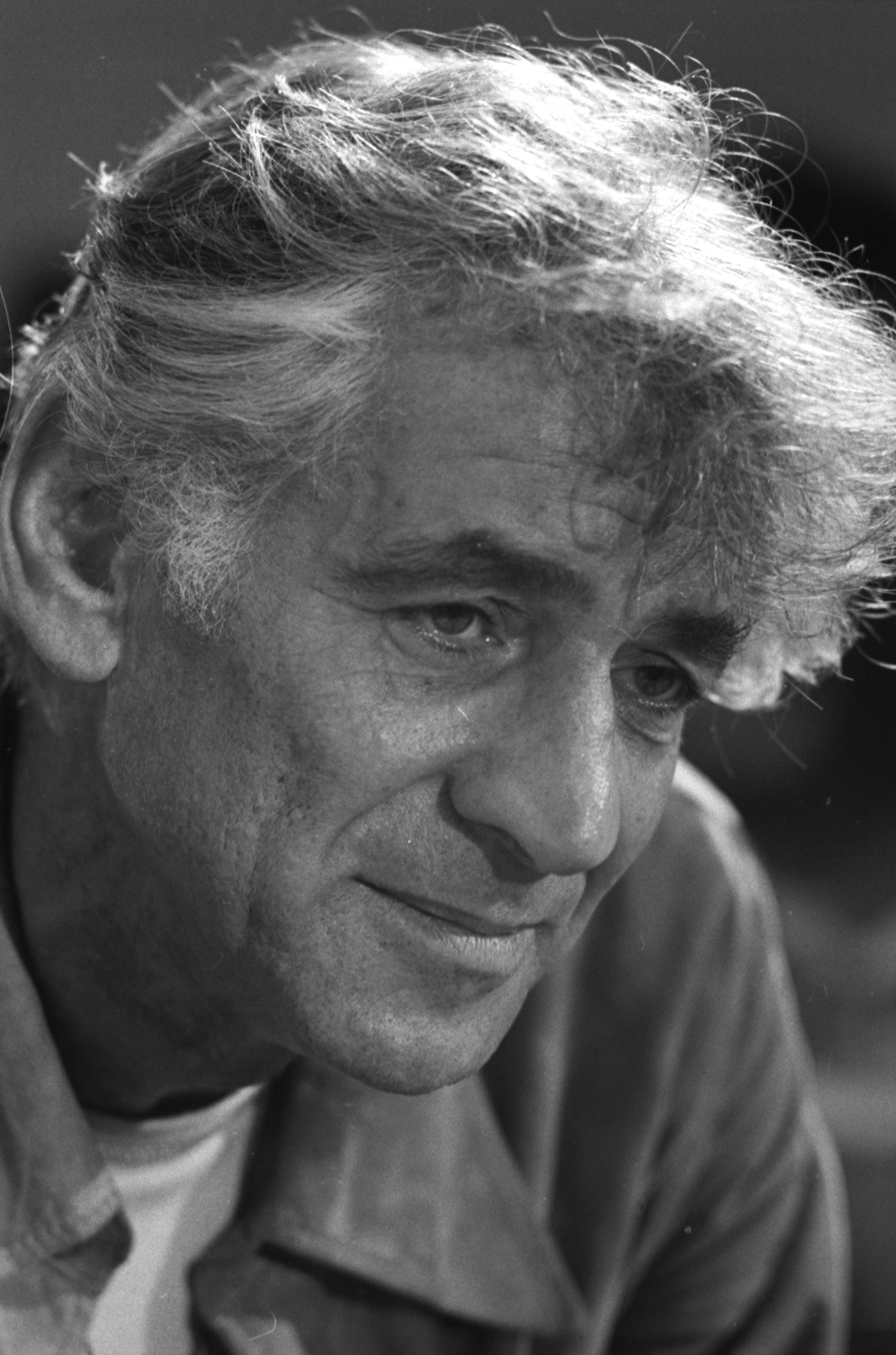
Leonard Bernstein

 West Side Story  (1957), supuso una traslación de Romeo y Julieta  al Nueva York contemporáneo y convirtió la enemistad entre Montescos y Capuletos en oposición entre bandas étnicas, los Jets y los Sharks. El libreto fue adaptado por Arthur Laurents, con música de Leonard Bernstein y letra de Stephen Sondheim. Fue bien acogido por la crítica, pero no tanto por el público. Tampoco cosechó grandes éxitos en la entrega de los Premio Tony, frente a el señor de los anillos (1957). En cualquier caso,  West Side Story  tuvo una respetable carrera de 732 representaciones (1040 en el West End londinense), mientras que The Music Man se representó durante casi el doble de tiempo, con 1.375 actuaciones. Por el contrario, la película de West Side Story  fue un rotundo éxito. Arthur Laurents y Stephen Sondheim se unirían de nuevo para  Gypsy (1959, 702 representaciones), sobre la vida de Gypsy Rose Lee con música de Jule Styne.
La década finalizaba con otro gran éxito de Rodgers y Hammerstein, The Sound of Music, que también se convirtió en un triunfo para su protagonista Mary Martin. Se mantuvo durante 1,443 representaciones y compartió el premio Tony al Mejor Musical. En parte debido al éxito arrollador de su versión cinematográfica, Sonrisas y lágrimas en España, se ha convertido en uno de los musicales más populares de la historia.

### Años 1960

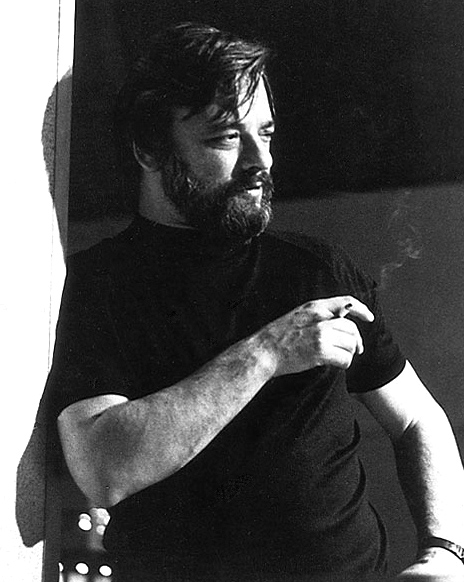
Stephen Sondheim

1960 fue el año del estreno de The Fantasticks concretamente en el Off-Broadway. Este espectáculo alegórico e íntimo se seguiría representando durante más de 40 años en el Sullivan Street Theatre del Greenwich Village, llegando a ser, con mucho, el musical de más larga duración en la historia. Sus autores produjeron otras obras innovadoras en la década de 1960, como Celebration y  I Do! I Do!, el primer musical de Broadway con tan solo dos personajes. A lo largo de la década se estrenaron grandes éxitos de taquilla, como El violinista en el tejado (1964; 3242 representaciones),  Hello, Dolly  (1964; 2844 representaciones),  Funny Girl  (1964; 1348 representaciones), y  El hombre de La Mancha (1965; 2328 representaciones), junto a apuestas más arriesgadas como  Cabaret (1966), antes de terminar con la aparición del musical de rock.
Dos hombres tuvieron un impacto considerable en la historia del teatro musical desde el comienzo de esta década: Stephen Sondheim y Jerry Herman. El primer proyecto para el que Sondheim escribió la música y la letra fue A Funny Thing Happened on the Way to the Forum (1962, 964 representaciones), traducida en España como Golfus de Roma, con libreto basado en las obras de Plauto por Burt Shevelove y Larry Gelbart, y protagonizada por Zero Mostel. Sondheim fue más allá del manido argumento romántico, explorando facetas más oscuras de la personalidad humana. Otras obras destacadas de Sondheim fueron Anyone Can Whistle (1964, con Lee Remick y Angela Lansbury, Company (1970), Follies (1971) y A Little Night Music (1973). Más tarde, Sondheim encontró inspiración en fuentes poco habituales: la apertura de Japón al comercio occidental en Pacific Overtures (1976), un legendario barbero asesino en busca de venganza en el Londres victoriano en  Sweeney Todd  (1979), las pinturas de Georges Seurat en Sunday in the Park with George (1984), los cuentos de hadas en Into the Woods (1987), y el magnicidio en Assassins  (1990).

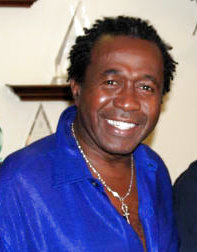
Ben Vereen

Mientras que algunos críticos han argumentado que algunos de los musicales de Sondheim carecen de atractivo comercial, otros han elogiado su sofisticación lírica y complejidad musical, así como la interacción de las letras y la música en sus espectáculos. Algunas de las innovaciones notables de Sondheim incluyen un espectáculo presentó a la inversa ( Merrily We Roll Along) y la mencionada Anyone Can Whistle, en la que el primero acto termina con el elenco informando al público que están locos.
Jerry Herman desempeñó un papel significativo en el teatro musical americano, comenzando con su primera producción de Broadway,  Milk and Honey (1961, 563 representaciones), acerca de la fundación del Estado de Israel, y continuando con los éxitos de taquilla  Hello, Dolly  (1964, 2844 representaciones), Mame (1966, 1508 representaciones), y La Cage aux Folles (1983, 1761 representaciones). Incluso sus espectáculos menos exitosos como Dear World (1969) y Mack & Mabel (1974) tuvieron su relevancia. Algunas de las canciones de Herman para musicales han sido grabadas por artistas como Louis Armstrong, Eydie Gorme, Barbra Streisand, Petula Clark y Bernadette Peters. El repertorio de Herman ha sido objeto de dos revistas musicales, Jerry Girls (Broadway, 1985), y Showtune (off-Broadway, 2003).
Uno de los hitos de la década fue sin duda el musical Hair, que incluyó no solo la música rock sino también el desnudo y opiniones controvertidas sobre la guerra de Vietnam, las relaciones interraciales y otras cuestiones sociales.

### Años 1970
Tras el éxito de  Hair , el musical de rock floreció en la década de 1970, con títulos tan conocidos como  Jesucristo Superstar (1971),  Godspell (1971),  The Rocky Horror Show (1973) y Two Gentlemen of Verona (1973). Algunos de estos musicales de rock comenzaron como álbumes conceptuales y después se traspusieron a los escenarios o a la pantalla, como Tommy. Otros no tenían ningún diálogo o presentaban reminiscencias operísticas y fueron conocidos como ópera rock. Por otro lado, espectáculos como Raisin,  Dreamgirls,  Purlie y  The Wiz situaron al colectivo afrodescendiente en una posición significativa en la escena de Broadway. Nuevos y variados géneros y estilos musicales fueron teniendo cabida en los musicales, tanto en Broadway como en otros escenarios.
1975 fue el año en que se estrenó un musical que el crítico del New York Times Clive Barnes llegó a calificar de "tremendo". Se trata de A Chorus Line, que surgió de grabaciones de ensayos de coristas de las grandes estrellas de Broadway. Sobre esa base de cientos de horas de cintas, James Kirkwood, Jr. y Nick Dante escribieron un libreto sobre una audición para un musical, incorporando muchas historias de la vida real de las sesiones. Con música de Marvin Hamlisch y letras de Edward Kleban, A Chorus Line  se estrenó en el Lower Manhattan, pasando después al Shubert Theatre de Broadway donde alcanzó las 6.137 representaciones, convirtiéndose en la producción de más larga duración en la historia de Broadway hasta ese momento. El espectáculo barrió los premios Tony y ganó el Premio Pulitzer.
El público de Broadway comenzó a apreciar musicales con un estilo y temática alejados de lo que había sido la norma hasta el momento. Así, John Kander y Fred Ebb exploraron el aumento del nazismo en la Alemania de los años 1930 en  Cabaret (1975 y la época de la ley seca fue retratada en Chicago (1975).  Por su parte, Pippin  (1972), por Stephen Schwartz, estaba ambientado en la época de Carlomagno. La película autobiográfica 8 ½, de Federico Fellini se convirtió en Nine, de Maury Yeston.
Al final de la década,  Evita  (1978) y Sweeney Todd (1979) fueron precursores de los grandes musicales de elevado presupuesto de la década de 1980 que recrearían historias dramáticas, y contarían con espectaculares efectos. Sin embargo, durante este mismo período, los viejos valores se mantuvieron en éxitos como  Annie (1977) y  La Calle 42  (1980). Durante la década se realizaron versiones cinematográficas de varios musicales, destacando  El violinista en el tejado (película),  Cabaret y  Grease .

### Años 1980
La década de 1980 vio la influencia de los "mega-musicales" europeos y de las "óperas pop", en Broadway, en el West End y en otros lugares. Por lo general se caracterizaron por sus influencias pop, grandes elencos, muy notables efectos especiales y grandes presupuestos. Muchos estaban basados en novelas u otras obras de la literatura. Entre los escritores más importantes de "mega-musicales" debe mencionarse el equipo francés de Claude-Michel Schönberg y Alain Boublil, responsables de Los Miserables, que se convirtió en el éxito musical internacional de más larga duración en la historia. El equipo, en colaboración con Richard Maltby, Jr., continuó produciendo éxitos, entre ellos Miss Saigon (1989), inspirada en la ópera de Puccini  Madame Butterfly , y con espectaculares efectos que incluyen el aterrizaje de un helicóptero sobre el escenario.

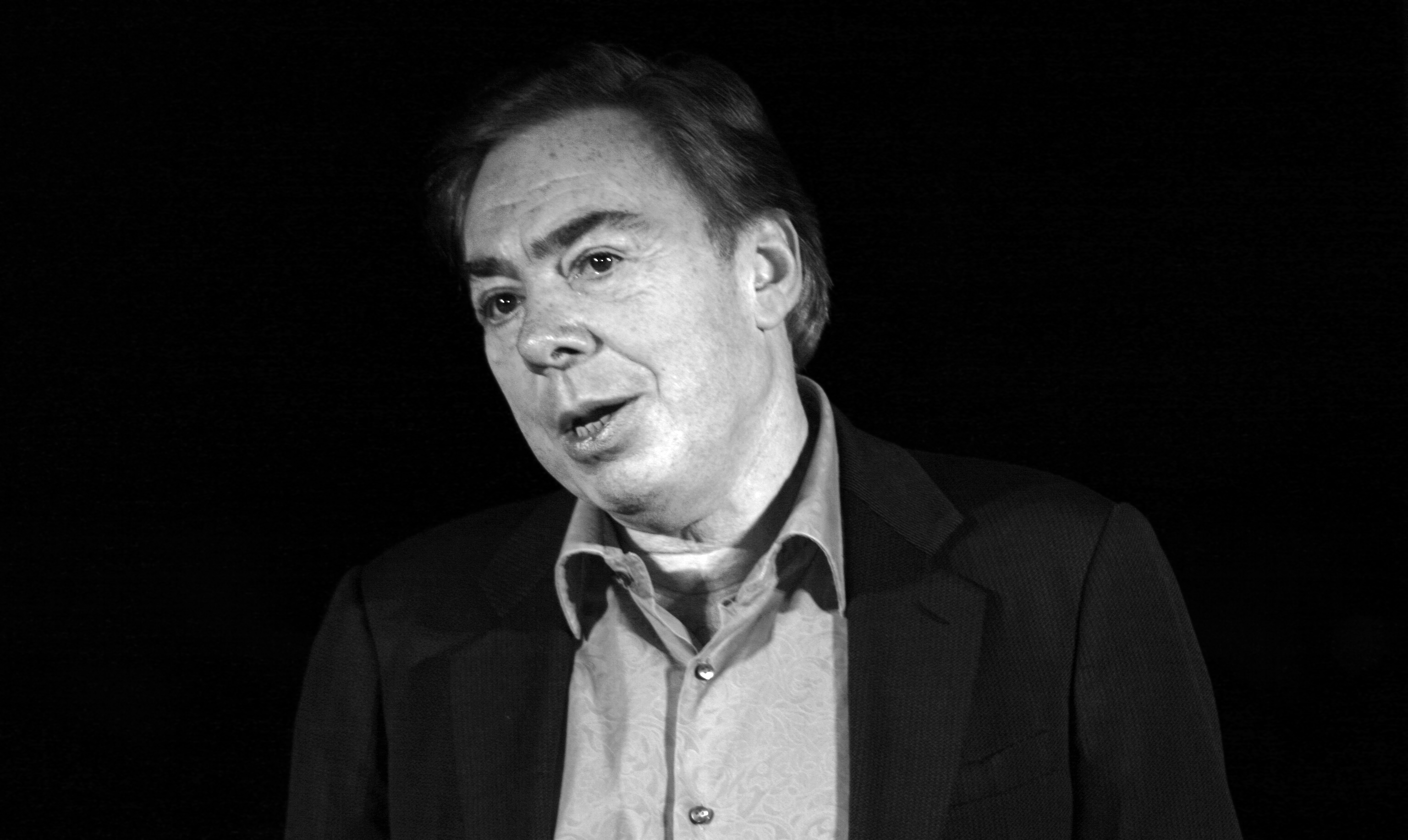
Andrew Lloyd Webber

El compositor británico Andrew Lloyd Webber tuvo un éxito similar con  Evita , basada en la vida de la argentina Eva Perón; Cats (1981), derivado de los poemas de T. S. Eliot (ambos musicales fueron originalmente protagonizados por Elaine Paige); Starlight Express, realizado sobre patines; El fantasma de la Ópera  (1986), derivado de la novela homónima de Gaston Leroux; y Sunset Boulevard (de la clásica película del mismo nombre). Estas obras se representaron (o aún lo hacen) durante décadas, tanto en Nueva York como en Londres y tuvieron extraordinario éxito internacional. Con sus enormes presupuestos, los mega-musicales redefinieron los parámetros de éxito financiero en Broadway y el West End. En años anteriores, era posible que un espectáculo fuera considerado un éxito después si lograba mantenerse a lo largo de varios cientos de representaciones, pero con unos costes de producción de varios millones de dólares, un espectáculo debe funcionar durante años simplemente para obtener algún beneficio.

### Años 1990

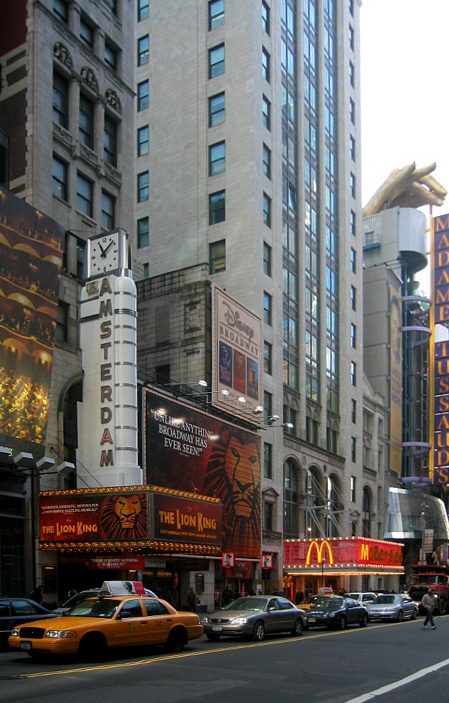
The Lion King en Broadway

En la década de 1990, surgió una nueva generación de compositores teatrales, pudiendo mencionarse a Jason Robert Brown y Michael John LaChiusa, que comenzaron su trayectoria con producciones en el Off-Broadway. El éxito más notable de esta generación fue Rent (1996), de Jonathan Larson, un musical de rock basado en la ópera  La Bohème sobre un grupo de artistas de Manhattan. Rent, con precios de entrada asequibles, apuntaba a conseguir un público joven y se convirtió en un éxito. Otros musicales en Broadway siguieron su estela, ofreciendo descuentos o estableciendo precios más económicos un día a la semana.
La década de 1990 también fue testigo de la influencia de las grandes compañías productoras en el montaje de musicales. La más importante ha sido The Walt Disney Company, que comenzó a adaptar algunas de sus películas musicales animadas de la época, como La Bella y la Bestia  (1994),  El Rey León  (1997) y  Aída  (2000), estos dos últimos con música de Elton John. El Rey León  se ha llegado a convertir en el espectáculo más taquillero en la historia musical de Broadway.
A pesar del creciente número de grandes musicales en los años 1980 y 1990, también se produjeron otros de menor presupuesto, que llegaron a alcanzar la suficiencia financiera y el aplauso de la crítica, como Falsettoland, Little Shop of Horrors, Bat Boy: The Musical y Blood Brothers. Los temas de estos montajes varían ampliamente, y la música va desde el rock al pop, pero con frecuencia se producen fuera de Broadway, o para los más pequeños teatros de Londres, y algunas de estas puestas en escena han sido consideradas como imaginativas e innovadoras.

### SigloXXI
En el nuevo siglo, los productores, deseosos de garantizar la recuperación de sus inversiones, han apostado por musicales dirigidos a un público masivo. En algunos se apostó por temáticas novedosas, como  Avenida Q  (2003), The Light in the Piazza (2005),  Spring Awakening  (2006),  In the Heights  (2007),  Next to Normal (2009) y American Idiot (2010). Pero la mayoría optó por fórmulas ya probadas, tales como películas ( The Producers, Spamalot   Hairspray ,  Una rubia muy legal, The Color Purple, Xanadú, Billy Elliot, Mary Poppins y  Shrek) o clásicos de la Literatura (La pimpinela escarlata  y  Wicked) con la esperanza de que los espectáculos tendrán un público integrado como resultado.
Por otro lado, varios musicales volvieron al formato de gran espectáculo que tanto éxito cosechó en la década de 1980, como  El Señor de los Anillos  (2007), Lo que el viento se llevó (2008) y Spider-Man: Turn Off the Dark (2011). En 2013, la revista Time destacó sendos musicales que marcaban una nueva tendencia en el Off-Broadway en los que la puesta en escena tiene lugar alrededor y entre el público. Se trata de Natasha, Pierre and the Great Comet of 1812 (2012) y Here Lies Love (2013).
Otra tendencia ha sido la creación de un argumento básico para incorporar un grupo de canciones exitosas. Es el caso de Movin' Out (2002, basado en las canciones de Billy Joel), Jersey Boys  (2006, sobre temas de The Four Seasons) y Rock of Ages (2009, con temas de rock clásico de la década de 1980). Este estilo se ha denominado como "Jukebox musical". De naturaleza similar pero con argumentos más elaborados pueden mencionarse Mamma Mia! (1999, basado en las canciones de ABBA), Our House (2002, basado en las canciones de Madness),  We Will Rock You  (2002, basado en las canciones de Queen) y Priscilla, reina del desierto (2006).

## Algunos musicales famosos
Dentro de este género se pueden destacar obras como:
- A Chorus Line (1975).
- Annie (1977).
- Avenue Q (2003).
- Billy Elliot (2005).
- Cats (1980).
- Chicago (1975).
- Dear Evan Hansen (2016)
- Dreamgirls (1981).
- El Fantasma de la Ópera (1986).
- Man of La Mancha (1964).
- El Joven Frankenstein (2007).
- El Mago de Oz  (1987).
- El Rey León (1997).
- El Rey y Yo (1951).
- Evita (1976).
- Fama (1988).
- Funny Girl (1964).
- Grease (1971).
- Gypsy (1959).
- Hairspray (2007).
- Heathers (2016)
- In the Heights (2008).
- Jersey Boys (2005).
- Jesucristo Superstar (1970).
- La Bella y la Bestia (1994).
- La Novicia Rebelde (1959).
- La Ópera de los Tres Centavos (1928), de Bertolt Brecht y Kurt Weill
- Legally Blonde (2007).
- Los Locos Addams (2010).
- Los Miserables (1985)*.
- Los Productores (2001).
- Mame (1966).
- Mamma Mia! (1999).
- Marry Poppins (2004).
- Matilda (2010)
- Mi Bella Dama (1956).
- Piaf (1978).
- Priscilla, Reina del Desierto (2007)
- Rent (1993).
- Rock of ages (2006).
- Show Boat (1927), de Jerome Kern
- Sister Act (2009).
- Spring Awakening (2006).
- The Rocky Horror Show (1975).
- Víctor Victoria (1995).
- West Side Story (Amor Sin Barreras) (1957), de Leonard Bernstein
- Wicked (2003).
- Hamilton (musical) (2015).
- Be More Chill (2015).

(*) Si bien la producción original de Les Misérables se estrenó en París en 1980, las otras producciones alrededor del mundo se basan en la versión del West End de 1985. 

## Musicales en otros países
Los musicales han salido de su ámbito anglosajón original y se han exportado y adaptado a países de todo el mundo donde la tradición del teatro lírico ya existía en formas como zarzuela, ópera, opereta y revista musical.
En los países latinoamericanos como Colombia, Chile, Cuba, México y Perú existe también una oferta de teatro musical. Muy recientemente, varios países han empezado a crear sus musicales, sin partir de adaptaciones.

### Argentina
En Argentina el género musical, comienza con el circo criollo en 1880, los espectáculos de varietés en los famosos cabarets de Buenos Aires y continúa con el sainete porteño en las grandes salas, como género músico-teatral autóctono, influenciado con la estética y la cultura del Tango y también de elementos constitutivos del folklore rural de la pampa húmeda. A fines de los años setenta las producciones en los llamados "Café concerts" proponía obras en pequeños formatos. "Eva" el gran musical argentino, con el protagonismo de Nacha Guevara, ofreció una versión propia de la vida de Eva Perón. La comedia musical infantil tiene en sus máximos eferentes a Carlos Gianni y Hugo Midón, quienes impulsan su desarrollo. Desde 1991 se desarrolla la comedia musical contemporánea con influencia norteamericana y grandes producciones. Drácula, el musical de Pepe Cibrián y Ángel Mahler. Como consecuencia y otros. Durante los años noventa se desarrolló una fuerte corriente de musicales en la avenida Corrientes, llamada «la Broadway de Argentina»). Obras extranjeras, tales como Los miserables y El fantasma de la ópera hicieron notar su influencia. En la Provincia de Mendoza se realiza cada año la Fiesta Nacional de la Vendimia, centrado en un espectáculo con noción de teatro musical, narrando la vitivinicultura.

### Bolivia
En La Paz existen productoras dedicadas a montar grandes musicales de Broadway y del West End.
Algunas de ellas son Ciclorama Producciones (dirigida por Gonzalo Escobar y Daniela Díaz), Mauricio Clavijo (Evita, Notre Dame de París y We will rock you). 
Los musicales más importantes que se han montado son:
- Across the universe (adaptación para teatro de la película del mismo nombre, con música de la banda británica The Beatles),
- Amor sin barreras.
- Annie (Art Naif).
- Avenue Q (En Off).
- Cats (Sociedad Filarmónica de La Paz).
- El libro de la selva,
- El rey león (Art Naif).
- En las alturas (In the heights)
- Jesucristo superstar (Sociedad Filarmónica de La Paz).
- Joseph and the amazing technicolor dreams coat (Sociedad Filarmónica de La Paz).
- La sirenita,
- Los Miserables (Sociedad Filarmónica de La Paz).
- Moulin Rouge (Primera Fila).
- Oliver Twist (Sociedad Filarmónica de La Paz).
- Rent (Art Naif).
- Romeo y Julieta (musical francés traducido al español por los mismos productores bolivianos).

### Brasil
Brasil cuenta con un sólido repertorio de teatro musical, de los cuales se destacan Muerte y vida Severina (1966) y La ópera del malandro (1985) ambas con música de Chico Buarque y letras de João Cabral, que han sido representadas en muchos países.
El musical El pagador de promesas (de Anselmo Duarte) ha sido llevado al cine.

### Chile
La más conocida comedia musical chilena es La pérgola de las flores escrita por Isidora Aguirre con música de Francisco Flores del Campo. También Amores de cantina, que es una tragicomedia musical escrita por el maestro Juan Radrigán.
En la actualidad se están presentando muchos musicales de Broadway, producidos por la productora Inda Goycoolea & Asociados (IG&A), como "Cabaret", "Cats", "La novicia rebelde", "Chicago", "My Fair lady" y "El Hombre de la Mancha". A su vez, un conocido Mall, financia, como parte de su plan de cultura, un musical al año, como "La pérgola de las flores", "El mago de oz", "Aladino", "Peter Pan" y "La Sirenita". Por su parte, innumerables compañías nacionales realizan obras musicales originales y de reposición. Solo en 2019 se montaron más de 70 musicales en todo el país. También en 2019 se crea la primera ceremonia que premia a los mejores exponentes del teatro musical chileno, denominados premios Carmen, en honor a la cantante e intérprete de teatro musical Carmen Barros, sumándose así a lo que ya realizan los Tony (de EE. UU.) y a los Hugo (de Argentina), por nombrar algunos. Los Carmen son organizados por la Corporación Nacional de Teatro Musical de Chile, CONATEMUCH. 
Otro ejemplo de este género es lo realizado por el Colegio Puerto Varas. Desde el año 2013, han montado 5 musicales (Los miserables, El rey León, Matilda, Descubriendo nunca jamás y Shrek) en el Teatro del Lago de Frutillar. La compañía está compuesta, íntegramente, por estudiantes, profesores, funcionarios y apoderados del colegio. Esta comunidad ha buscado desarrollar una experiencia educativa que integre distintas dimensiones formativas en torno a la producción y ejecución de musicales. Los musicales El Rey León, Matilda, Descubriendo Nunca Jamás y Shrek fueron estrenados en Chile por dicha comunidad.

### Colombia
Se destaca MISI Producciones, una de las compañías más importantes del país que hace representaciones de obras de teatro musical original y de repertorio universal. Sus producciones han sido reconocidas internacionalmente y recientemente La más grande historia jamás cantada fue presentada en el Lincoln Center de Nueva York, y recibió 3 premios ACE. En su más reciente producción, "Por siempre navidad", contó con la participación de grandes personalidades del mundo del musical, como el director y coreógrafo británico Mitch Sebastian y el célebre orquestador estadounidense Larry Hochman.
Entre sus artistas más reconocidos se encuentran: Felipe Salazar Murillo, Sebastián Martínez, Mónica Danilov, Sofía Salazar, Leonardo Palacios, Santiago Deluchi, Rubén Montoya, Juliana Reyes y Juliana Velázquez.
Sin duda alguna, la maestra, cantante, artista y mezzosoprano Eliana Quintero es la más grande voz intérprete a nivel musicales hasta la fecha en Colombia.

### Cuba
Cuba es un país con una tradición de comedia musical desde los primeros sainetes del teatro bufo vernáculo, ya que desde principio de siglo XX se estableció el teatro Alhambra, que presentó temporadas durante 35 años. También tuvo relevancia el teatro Martí y el desaparecido teatro Molino Rojo (que después se llamó Regina).
Compositores como Ernesto Lecuona, Gonzalo Roig, Rodrigo Prats o Jorge Ankerman han contribuido con sus obras al desarrollo de este género teatral y se extendieron a otras naciones.
Los musicales más importantes fueron
Mefistófeles de Ignacio Sarachaga,
La isla de las cotorras de F. Villoch
y las zarzuelas
María La O (de Ernesto Lecuona en los años treinta),
Cecilia Valdés (de Gonzalo Roig) y
Amalia Batista (de Rodrigo Pratts).
Se destacaron intérpretes internacionales como Rita Montaner, Rosita Fornes y María de los Ángeles Santana. Las vedettes cubanas ―como Ninón Sevilla, Rosa Carmina, Amalia Aguilar y María Antonieta Pons― invadieron el cine musical de México. A Argentina llegaron Blanquita Amaro y Amelita Vargas, muchas de ellas consagradas en el famoso centro nocturno Tropicana (de La Habana).

### España
En España se ha entroncado el auge del musical con la revista musical española, que triunfaba en el país desde la década de 1930. Será en la década de 1950 cuando comiencen a estrenarse musicales propiamente dichos. Es decir, adaptaciones a los escenarios españoles de producciones estadounidenses como Al Sur del Pacífico (1955) o Kiss me Kate.
La década de 1970 conoce un nuevo auge del género, con los estrenos de algunos de sus más reconocidos montajes internacionales de la época, como Jesucristo Superstar, Hair, Evita, The Rocky Horror Show o Historia de un caballo.
Será la década de 1980 la que verá los primeros musicales de producción propia, pudiendo mencionarse Mar i cel, de Dagoll Dagom, La Maja de Goya, con música de Fernando Arbex y Carmen, Carmen (1988), de Antonio Gala.
En la década de 2000 se produce la gran eclosión del musical español. Por lo general no se trata de música original sino espectáculos montados sobre temas ya conocidos por el público, en muchos casos inspirados en la trayectoria de grupos y cantantes de pop de décadas anteriores (Hoy no me puedo levantar, 2005, con temas de Mecano; Marta tiene un marcapasos, 2013, de Hombres G, Más de cien mentiras, 2011, de Joaquín Sabina; Quisiera ser, 2007, del Dúo Dinámico), o en un repaso de la era dorada del pop español (Escuela de calor, 2013; 40, el musical, 2009; El otro lado de la cama, 2004). Y en el ámbito de la nostalgia, y destinado al público infantil, ¿Cómo están ustedes?. El musical (2013).
Algunos actores populares de teatro musical en España incluyen Daniel Diges, Adrián Lastra, Dulcinea Juárez, Paula Sebastián, Marta Valverde, Nina, Leo Rivera, Natalia Millán, Pedro Ruy Blas, José Sacristán, Paloma San Basilio o Camilo Sesto.

### México
Desde los años cincuenta se han montado en este país musicales importados de Broadway. Gracias al talento y empeño de Silvia Pinal, Manolo Fábregas, Fela Fábregas, Rubén Lara Romero, Julissa y Tina Galindo, se ha impulsado la llegada de este género a México, con obras que se habían presentado en los grandes escenarios de Broadway y West End como Mi bella dama, Sor-presas, Esa chica es un tiro, Evita, Vaselina, Jesucristo Superestrella, Cats, El violinista en el tejado, El diluvio que viene, En Roma el amor es broma, Annie y Peter Pan, entre otros.
Actualmente, la productora Ocesa Teatro, bajo la dirección de Federico González Compeán y Morris Gilbert, se considera la mayor productora de teatro en México. Ha montado los musicales más exitosos del mundo, siempre fiel a la escenografía y a la calidad de los escenarios de Broadway y del West End. Esta empresa ha producido, entre otros, los siguientes musicales:

#### Musicales de Ocesa
- Los miserables
- El fantasma de la ópera
- La bella y la bestia
- Mamma Mia!
- El violinista en el tejado
- El hombre de La Mancha
- Chicago
- Jesucristo Superstar
- José el soñador
- Dulce Caridad
- Mary Poppins, con Bianca Marroquin, la primera mexicana que triunfó en Broadway (con el musical Chicago).
- Wicked, con Danna Paola, Cecilia de la Cueva y Ana Cecilia Anzaldúa.
- El Rey León, con Carlos Rivera como Simba.
- Mentiras: el musical (desde 2009 hasta la fecha), un musical mexicano de casi ocho años en la cartelera, y con más de 29 actores en los papeles y únicamente cinco personajes. Es muy poco frecuente ver la obra con un mismo elenco en cada ocasión que se representa.

Otros productores, como Claudio Carrera, en asociación con Tina Galindo y Ocesa, han dado a luz varios musicales, como Los Locos Addams y Annie, el musical, entre otros; Tina Galindo (La novicia rebelde, Victor Victoria y Cabaret, entre otras); Alejandro Gou (Spamalot y Pegados, Hoy no me puedo levantar, El joven Frankestein y Billy Elliot, entre otros); Gerardo Quiroz (Cats, Shrek El Musical, El violinista en el tejado, entre otros), y, por último, Juan Torres y Guillermo Wiechers, que producen el exitoso musical en Broadway Godspell.

#### Musicales propiamente mexicanos
México también tiene sus propios musicales, como los siguientes:
- Bésame mucho
- Perfume de Gardenia
- Regina: un musical para una nación que despierta
- Ciudad blanca
- Mentiras: el musical
- ¡Qué plantón!
- Amar y querer
- Si nos dejan
- Timbiriche, el musical
- El Agave Rojo: Musical
- Aquella Banca del Parque
- Es una milanesa
- La vida es mejor cantando

#### Estrellas de los musicales mexicanos
Algunas de las estrellas del teatro musical en México son:
- Anahí Allué

- Regina Blandón

- Lolita Cortés

- Crisanta Gómez

- Cecilia de la Cueva

- Paola Gómez

- Kika Edgar

- Aldo Ceballos

- Alan Estrada

- Felipe Flores

- Ana Cecilia Anzaldúa

- Hiromi Hayakawa

- Lisardo

- Bianca Marroquín

- Majo Pérez

- Danna Paola

- Carlos Rivera

- Mauricio Salas

- Natalia Sosa

- Rogelio Suárez

- Beto Torres

- Jerry Velázquez

- Gloria Aura

- Mauricio Martínez

- Martha Fernanda

### Perú
En este país existen varias productoras, las cuales impulsan el teatro musical con gran calidad.
Las productoras más importantes son las siguientes:
- Preludio.
- Los Productores.
- Tondero Producciones.
- La Gran Manzana.
- Escuela D'ART.
- ED Producciones.
- Primer Nivel Entertainment.
- Playbill
- betis

## Los musicales en el cine
Se han llevado a cabo distintas adaptaciones de musicales a películas como:
- El fantasma de la ópera
- My Little Pony: Equestria Girls (2013).
- Evita
- Grease
- The Man From La Mancha
- Fiddler on the Roof
- Rent
- Chicago
- Hairspray
- Jesus Christ superstar (1973).
- Mamma Mia
- K-12
- La vida en rosa
- Los miserables
- "Into the woods"
- My fair lady (1964).
- Singin’ in the rain (1952).
- West side story(1961).

Y otras que fueron hechas exclusivamente para el cine y luego pasaron a ser representaciones teatrales:
- Chitty Chitty Bang Bang
- Flashdance
- Footloose
- High School Musical 2 (2007).
- High School Musical 3 (2008).
- High School Musical (2006).
- Legally blonde
- Mary Poppins (1964)
- Saturday night fever
- Shrek, el musical
- Pretty Woman (1990)
- Beetlejuice (1988)